# J. M. E. McTaggart
John McTaggart (Londres, 3 de setembre de 1866 − Londres, 18 de gener de 1925) va ser un filòsof idealista anglès. Durant la major part de la seva vida va ser professor del Trinity College de Cambridge. Seguidor a ultrança del filòsof alemany G. W. F. Hegel, va ser considerat un dels hegelians anglesos més important. Va dedicar els seus primers treballs a una exposició i crítica dels mètodes metafísics de Hegel i la seva aplicació a altres camps. De fet, el seu primer treball publicat va ser Studies in Hegelian Dialectic ("Estudis de dialèctica hegeliana", 1896) i estava enfocat al mètode dialèctic en la lògica de Hegel. Posteriorment va publicar Studies in Hegelian Cosmology (1901), crítica de l'aplicació de les idees hegelianas i joves hegelians als camps de l'ètica, política i religió. El seu últim llibre sobre Hegel va ser A Commentary on Hegel's "Logic" (1910), una defensa argumentada de la seva lògica.

## Llibres
- 1896, Studies in Hegelian Dialectic. Cambridge: At the University Press.
- 1901, Studies in Hegelian Cosmology. Cambridge: At the University Press.
- 1906, Some Dogmas of Religion. London : Edward Arnold.
- 1910, Commentary on Hegel's 'Logic'. Cambridge: At the University Press.
- 1921, & 1927, The Nature of Existence (Volumes 1 & 2). Cambridge: At the University Press.
- 1934, Philosophical studies, edited with an introduction by S.V. Keeling. London: Arnold.